# Leon Feldhendler
Leon Feldhendler, nato Lejb Feldhendler (Turobin, 1º giugno 1910 – Lublino, 6 aprile 1945), è stato un partigiano polacco, noto per essere stato uno degli artefici della famosa rivolta dei prigionieri al campo di sterminio di Sobibór nell'ottobre 1943, assieme ad Aleksandr Pečerskij.

## Biografia

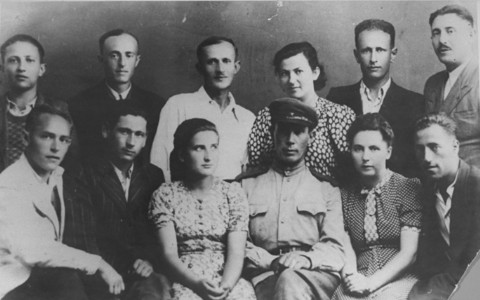
Leon Feldhendler (in alto a destra) assieme ad altri sopravvissuti di Sobibór nel 1944

Uno dei sei figli di Symcha Felhendler e di sua moglie Gitla Fersztendik, Leon nacque nel villaggio di Turobin, ma già nel 1911 lui e la sua famiglia si trasferirono a Żółkiewka. Nel 1924 il padre divenne il rabbino della comunità ebraica, mentre Leon ricoprì la carica di capo del Judenrat, ossia del consiglio ebraico locale. Nel 1935 sposò Toba Wajnberg, la figlia di un commerciante di grano, con la quale ebbe due bambini: Chaim Szymon e un altro dal nome sconosciuto, di cui non si sa nulla a causa della totale assenza di atti e documenti di Żółkiewka dopo il 1936.
Con l'inizio dell'operazione Reinhard, Felhendler cercò di proteggere la sua famiglia dalla deportazione, in virtù dell'importante posizione che ricopriva all'interno della comunità. Tuttavia, il 16 ottobre 1942 tutta la rimanente popolazione ebraica di Żółkiewka fu deportata nel vicino ghetto di Izbica, compresi i Felhendler. Poco dopo il loro arrivo a Izbica, i genitori di Leon e una delle sue sorelle vennero fucilati sulla rampa ferroviaria mentre erano in attesa di essere deportati. Felhendler e i suoi parenti sopravvissuti tentarono di sfuggire alla deportazione per alcune settimane usando un nascondiglio che avevano allestito in anticipo, tuttavia furono scoperti il 2 novembre 1942 e deportati a Sobibór via Trawniki su un carro trainato da cavalli.
All'arrivo al campo Leon fu selezionato per lavorare grazie all'intervento di un cugino, che parlò ai tedeschi delle sue abilità da falegname. Il resto della sua famiglia fu invece assassinato nelle camere a gas. Felhendler fu messo a lavorare nelle baracche di smistamento, dove aveva il compito di disfare i bagagli degli ebrei uccisi nelle camere a gas e raggruppare i loro averi. Nel suo secondo giorno al campo, si imbattette negli effetti personali dei suoi famigliari, inclusa la fede nuziale di suo cognato, che recuperò e tenne con sé fino alla fine della prigionia.
Nella primavera del 1943, Feldhendler guidò un piccolo gruppo di prigionieri di Sobibor nella progettazione di un piano di fuga. La loro idea iniziale era quella di avvelenare le guardie del campo e impossessarsi delle loro armi, ma le SS scoprirono il veleno e spararono a cinque ebrei per rappresaglia. Altri piani includevano l'incendio del campo e la fuga durante la confusione provocata, ma l'installazione delle mine terrestri nel perimetro all'esterno del campo da parte delle SS, avvenuta nell'estate del 1943, rese il piano impraticabile.
Alla fine di settembre del 1943 arrivò un trasporto di ebrei dal Ghetto di Minsk. Tra di loro c'era un gruppo di ebrei sovietici, soldati dell'Armata Rossa presi prigionieri dai tedeschi, che comprendeva il capitano Aleksandr Pečerskij. Questi sopravvisse alla selezione per le camere a gas e la sua presenza dette nuovo slancio ai piani di fuga. Pečerskij ben presto assunse la guida del gruppo di aspiranti fuggitivi e insieme a Feldhendler elaborò un piano che prevedeva l'uccisione degli ufficiali delle SS di guardia al campo, per ritardare la reazione delle stesse, e di impadronirsi di armi e munizioni.
La rivolta fu attuata il 14 ottobre 1943. Feldhendler sopravvisse sia alla rivolta che alla guerra, nascondendosi a Lublino fino alla fine dell'occupazione tedesca. La città fu liberata dall'Armata Rossa il 24 luglio 1944 e divenne il quartier generale temporaneo del Comitato comunista polacco di liberazione. Il 2 aprile 1945, Feldhendler fu ferito mortalmente da un colpo di pistola sparato attraverso la porta chiusa del suo appartamento. Trasportato all'ospedale di Lublino e operato d'urgenza, morì quattro giorni dopo. Secondo varie fonti, Feldhendler fu ucciso dai nazionalisti polacchi di destra, della Narodowe Siły Zbrojne, un'unità partigiana anticomunista e antisemita.
Questa ricostruzione della fine di Feldhendler è stata posta in dubbio da parte di alcuni storici polacchi, secondo i quali l'unico documento concreto esistente a suo sostegno è una registrazione del ricovero di Feldhendler all'ospedale Wincentego à Paulo di Lublino. Secondo tali storici, la versione che accusa i nazionalisti polacchi sarebbe frutto della propaganda della stampa comunista, mentre più probabilmente l'uccisione sarebbe avvenuta nel corso di una rapina, essendo Feldhendler gioielliere.

## Nella cultura di massa
Feldhendler fu interpretato da Alan Arkin nel film per la televisione del 1987 Fuga da Sobibor. La vita di Feldhendler a Lublino è stata menzionata nel libro del 2005 Wyjątkowo długa linia di Hanna Krall, nominato per il Premio Nike.